# Народна трибуна (газета, Котельва)
«Народна трибуна» — котелевська районна газета Полтавської області.

## Про газету
Засновник газети — Товариство з обмежено відповідальністю "Газета «Народна трибуна».
Сфера розповсюдження — Котелевський район. Виходить один раз на тиждень на 16 полосах формату А3.

## Історія
Історія котелевської районної газети «Народна трибуна» веде відлік з квітня 1933 року, коли вийшов перший номер двополосної багатотиражної газети «За більшовицькі колгоспи» ―  органу політвідділу Котелевської машино-тракторної станції. Перший редактор ― В. С. Ромашов. Випускали газету (готували матеріали і друкували) чотири працівники.
У 1939 році Котельва  знову стала районним центром. А 28 лютого 1940-го  вийшов перший номер районної газети «За сталінський урожай»  вже як друкованого  органу райкому партії та районної ради депутатів трудящих. Редактор І. Ткаченко.
Вимушена перерва у випуску газети сталася у період окупації Котелевщини в 1941—1943 роках. Відновлено її  вихід вже через місяць після визволення краю.
У 1955 році на поліграфічній базі редакції було створено самостійну районну друкарню (припинила діяльність у 1998 році). З 1956 року газета виходить під назвою «Соціалістична праця», з 1957-го ― на чотирьох сторінках, у 1958-му була учасником Всесоюзної виставки досягнень у сільському господарстві.
У зв'язку з тимчасовою ліквідацією району в 1962—1964 роках газета не видавалась. Відновлена з 1 квітня 1965 року під назвою «Народна трибуна». Тоді  її редагував Іван Дудник, пізніше ― Борис Борисов, Олександр Тихоненко, Олексій Куценко.
Із 1987 року по 2019 рік колектив редакції очолював Петро Ляш. З 2019 року редактор Шило Ірина Миколаївна.
Вагомий слід на сторінках газети протягом багатьох років своєї трудової діяльності залишили журналісти Іван Дрижирук, Валентина Матюшенко, Радій Шевченко, Михайло Шило, Михайло Петренко, Галина Довгуша, Василь Костюк, Дмитро Павленко, Анатолій Джерелейко.
У 1995—1996 роках редакційні процеси повністю комп'ютеризовані, нині газета друкується офсетним способом.
Виходить раз на тиждень на 16 полосах. У 2017 році її тираж складає 3800 екземплярів. За насиченістю в розрахунку на кількість жителів району газета постійно займає 3-4 місце серед інших газет області.
Передплатний індекс 61568.
Електронна адреса nar.t@i.ua.